# Этингоф, Борис Евгеньевич
Борис Евгеньевич Этингоф (при рождении Абрам Евгеньевич Этингоф; 16 [28] октября 1887, Вильна — 1958, Москва) — советский государственный деятель, искусствовед, педагог, профессор.

## Биография
Абрам Евгеньевич Этингоф родился 16 (28) октября 1887 года в Вильне, в семье Евгения (Евеля) Янкелевича Этингофа (1857—?) и Добы Абрам-Боруховны Эльяшберг (1857—?). Отец происходил из оршанской купеческой семьи. Родители поженились 12 июля 1877 года в Вильне.
Член ВКП(б) с 1904 года, участник трёх российских революций. Неоднократно подвергался арестам и ссылкам. Делегат 2-го Всероссийского съезда Советов в октябре 1917. До 1918 член редакции газеты «Известия». В 1918 народный комиссар просвещения Терской Советской Республики. С 1918 по 1919 редактор газеты «Набат» в Баку, редактор газеты «Коммунист» во Владикавказе.
С 21 июня 1922 года по 1 мая 1923 года — начальник отдела политконтроля (военно-политической цензуры) ГПУ при НКВД СССР. Одновременно (по должности) с 8 августа 1922 года по январь 1923 года — помощник заведующего Главлитом, член Коллегии Главлита. 10 марта 1923 года Президиумом коллегии Наркомпроса утверждён членом Комитета по контролю за репертуаром (ГРК). 25 июня 1923 года вместо него введён И. З. Сурта. С ноября 1923 года — заместитель ректора Института востоковедения в Москве. До 1927 года — заведующий Ближневосточным отделом НКИД РСФСР (затем НКИД СССР). С 1927 по 1929 год — генеральный консул СССР в Стамбуле.
С 1929 по 1931 год — директор типографии ВЦИК, заведующий издательством «Власть Советов», заведующий издательством «Федерация».
С 21 марта 1932 по 27 июля 1933 года — директор Государственный музей изобразительных искусств Народного комиссариата просвещения РСФСР (одновременно председатель Комиссии при Коллегии Народного комиссариата просвещения по охране памятников старины и искусства, ответственный редактор изданий Музея.
Был дружен с А. Я. Быховским. С 1933 по 1934 год — заместитель начальника Главного управления по делам искусств Народного комиссариата просвещения РСФСР. С 1934 по 1936 год — член Верховного суда СССР. С 1934 по 1936 год — преподаватель на кафедре государства и права Московского юридического института.
В 1936 году исключён из ВКП(б), в 1954 году восстановлен в КПСС. Автор ряда очерков по истории революционного движения в России.

### Семья
- Жена — Евдоксия Фёдоровна Никитина (1893—1973), библиограф, историк литературы, председатель правления издательства «Никитинские субботники».
  - Дочь — Наталья Борисовна Этингоф, советский театральный режиссёр.
  - Сын - Евгений Борисович Этингоф
  - Внучка - Ольга Евгеньевна Этингоф, доктор искусствоведения, специалист по византийскому и древнерусскому искусству

## Книги
- Живопись и скульптура. Выпуск первый. Искусство Древнего востока. / Редакторы Б. Е. Этингоф и Ю. Сергиевский. — (Серия «Государственный Музей Изобразительных искусств»). — М.: Огиз—Изогиз, 1933.
- Живопись и скульптура. Искусство европейского феодализма. / Под редакцией Б. Е. Этингофа. — Выпуск третий. — (Серия «Государственный Музей Изобразительных искусств»). — М.: Огиз—Изогиз, 1934.